# Ethel Cain
Ethel Cain, pseudonimo di Hayden Silas Anhedönia (Tallahassee, 24 marzo 1998), è una cantautrice statunitense.

## Biografia
Nata a Tallahassee, in Florida, e cresciuta a Perry, Hayden Silas Anhedönia è la primogenita di quattro figli provenienti da una famiglia appartenente alla Southern Baptist Convention. Poiché il padre era diacono, Anhedönia ha cantato per il coro della chiesa sin da piccola,  periodo in cui si rintraccia l'avvicinamento dell'artista alla musica cristiana. All'età di otto anni ha iniziato a studiare pianoforte e musica classica, mentre ha ricevuto l'istruzione domiciliare durante il suo intero percorso di studi.

## Carriera

### 2017–2021: esordi
Nel 2017 Cain ha iniziato a sperimentare la creazione di musica attraverso l'applicazione GarageBand. Nel 2019, dopo la pubblicazione del singolo di debutto come Ethel Cain, intitolato Bruises, è stata contattata dall'artista Nicole Dollanganger attraverso la rete sociale e ingaggiata come artista d'apertura per la data di Chicago dell'Heart Shaped Bed Tour. Nel settembre 2019 ha anche pubblicato Carpet Bed, il suo primo EP, seguito alcuni mesi più tardi dal successore Golden Age.
Nel gennaio 2020 la Cain viene scoperta dal rapper emergente Lil Aaron. Dopo essersi esibita in uno spettacolo con Edith Underground, Girlfiend e Lil Bo Weep a Los Angeles, Cain è stata invitata da Aaron a prendere un appuntamento con l'etichetta Prescription Songs, con cui ha firmato un contratto. Nell'agosto del 2020 Cain si trasferisce dalla Florida in una chiesa ristrutturata fuori Richmond, Indiana, dove conclude le sessioni di registrazione per il suo primo EP per conto di Prescription Songs, intitolato Inbred. Nel febbraio 2021, Cain pubblica il suo primo singolo con la nuova etichetta, intitolato Michelle Pfeiffer e con la partecipazione di Lil Aaron. I successivi due singoli Crush e Unpunishable anticipano l'uscita di Inbred, avvenuta il 23 aprile 2021.

### 2022–2024:Preacher's Daughter
Il 17 marzo 2022 Ethel Cain pubblica il singolo Gibson Girl, seguito nel mese di aprile da Strangers e American Teenager, quest'ultimo promosso attraverso un videoclip musicale. Il 12 maggio seguente viene pubblicato per il download digitale e le piattaforme di musica in streaming l'album in studio di debutto Preacher's Daughter attraverso la propria etichetta discografica Daughters of Cain. L'album è stato acclamato dalla critica specializzata, che na ha apprezzato la produzione e l'approccio autorale utilizzato da Cain. Al fine di supportare il disco, Cain ha sostenuto tre diverse tournée musicali tra il 2022 e il 2024: il Freezer Bride Tour (2022), il Blood Stained Blonde Tour (2023) e il Childish Behavior Tour (2024).
Nell'ottobre 2022 ha aperto il concerto tenuto presso la Ball Arena di Denver dal gruppo musicale britannico dei Florence and the Machine, nell'ambito del loro Dance Fever Tour. Il 9 dicembre seguente, i Florence and the Machine hanno coinvolto Cain nella pubblicazione della versione live del loro brano Morning Elvis, eseguita durante il concerto a Denver. È stata anche scelta come artista di apertura per alcune date nordamericane dello Spiraling Tour di Caroline Polachek nella primavera 2023. Nel 2023 Cain si è esibita nell'ambito di diversi festival musicali, incluso il Coachella Valley Music and Arts Festival in California e i festival di Reading e Leeds in Regno Unito.
A distanza di un anno dall'anteprima diffusa su Soundcloud, nel luglio 2023 viene pubblicato il singolo Famous Last Words (An Ode to Eaters), che trae ispirazione dal film Bones and All diretto da Luca Guadagnino e accompagnato da un videoclip musicale. La cantante è stata inclusa nella lista 30 Under 30 redatta da Forbes per quanto riguarda la sezione musica nel 2024. Il 14 febbraio 2024 l'artista ha rilasciato sul suo canale SoundCloud il brano "من النهر”, descritto come una "preghiera" per il popolo palestinese. Il 5 settembre 2024 Cain ha diffuso una propria interpretazione del brano For Sure, come parte dell'album tributo American Football: Covers dedicato al gruppo musicale American Football.

### 2024–presente:PervertseWilloughby Tucker, I'll Always Love You
L'8 gennaio 2025 Ethel Cain pubblica il secondo album in studio, Perverts, anticipato il 1º novembre 2024 dal singolo apri-pista Punish. Il progetto, a differenza del primo, presenta sonorità ambient, drone e post-industriali e rappresenta un corpo a sé stante rispetto alla trilogia dall'artista definita «the Ethel Cain Cinematic Universe», iniziata con l'album di debutto Preacher's Daughter (2022).
Il 4 marzo 2025 viene annunciata l'uscita del secondo album in studio, Willoughby Tucker, I'll Always Love You, prevista per il mese di agosto, e il relativo tour mondiale di accompagnamento. Il progetto servirà come prequel narrativo di Preacher's Daughter e secondo capitolo della soprammenzionata trilogia.

## Vita privata

### Orientamento sessuale e credenze religiose
A dodici anni si è dichiarata pubblicamente dinanzi alla propria famiglia come gay. Al compimento del ventesimo compleanno, ha confermato di essere una donna transgender, aggiungendo successivamente di identificarsi come una donna bisessuale.
Sebbene abbia lasciato la chiesa all'età di sedici anni, Cain continua a considerarsi appartenente alla Southern Baptist Convention, come affermato in un'intervista concessa nel 2021: «che mi piaccia o no, Dio ha sempre fatto e farà sempre parte della mia vita. Che venga visto come una figura confortante o una minaccia, sono sempre stata circondata da questo. Non è qualcosa da cui puoi davvero allontanarti. Preferisco accettarlo piuttosto che dire 'Al diavolo la chiesa!'». In un'intervista per Rolling Stone nell'agosto 2023, ha rivelato che tutta la sua famiglia ha abbandonato la chiesa, anche se ha precisato che, in qualche modo, sono ancora religiosi. In un post su Tumblr del 2022 ha chiarito di non considerarsi più come una cristiana, né una persona interessata alla religione. Tuttavia, ha aggiunto che «segue ancora i valori con cui è cresciuta», come la gentilezza, la grazia e l'amore per il prossimo.

### Salute personale
Ha rivelato di essere autistica, condizione da lei scoperta in età adulta. Riflettendo su come l'essere autistica abbia influenzato il suo processo artistico, ha dichiarato:
Il 3 giugno 2023 ha perso i sensi a pochi minuti dall'inizio di un suo concerto a Sydney, in Australia, portando infine alla cancellazione dello stesso. Dopo aver chiarito le proprie condizioni di salute, ha ripreso ad esibirsi a partire dal giorno seguente.

### Posizioni politiche
Il suo singolo del 2022 American Teenager ha un testo spiccatamente antipatriottico e pacifista. Nel momento in cui esso è stato incluso nella playlist annuale dei brani preferiti dall'ex presidente degli Stati Uniti d'America Barack Obama, la cantante ha reagito alla notizia rivelando di essere sorpresa che un ex presidente statunitense abbia potuto apprezzare un brano del genere.
Nell'ambito dell'inasprimento del conflitto israelo-palestinese, ha dichiarato il proprio supporto nei confronti della Palestina. Il 14 febbraio 2024 ha anche reso disponibile per l'ascolto il brano من النهر, da lei descritto come una preghiera rivolta al popolo palestinese. Nel maggio 2024, ha apparentemente invocato l'assassinio del Presidente degli Stati Uniti Joe Biden; aveva pubblicato una storia su Instagram in cui commentava l'approvazione da parte di Biden di una vendita di armi da un miliardo di dollari a Israele, aggiungendo la didascalia «dobbiamo far tornare di moda i magnicidi». In un'altra storia, lo ha anche definito «codardo». Ha poi scritto: «mi sembra di impazzire a vivere negli Stati Uniti d'America in questi tempi. I miliardari e i politici dovrebbero essere impiccati per strada, perché non capisco cosa stia succedendo. E non possiamo nemmeno fare una rivoluzione, perché il nostro esercito terrorista ci schiaccerebbe in un attimo se ci provassimo.»

## Discografia

### Album in studio
- 2022 – Preacher's Daughter
- 2025 – Perverts
- 2025 – Willoughby Tucker, I'll Always Love You

### EP
- 2019 – Carpet Bed
- 2019 – Golden Age
- 2021 – Inbred

### Singoli
- 2021 – Michelle Pfeiffer (feat. Lil Aaron)
- 2021 – Crush
- 2022 – Gibson Girl
- 2022 – Strangers
- 2022 – American Teenager
- 2023 – Famous Last Words (An Ode to Eaters)
- 2024 – For Sure
- 2024 – Punish
- 2025 – Nettles
- 2025 – Fuck Me Eyes

## Tournée
- 2022 – The Freezer Bride Tour
- 2023 – Blood Stained Blonde Tour
- 2024 – The Childish Behaviour Tour
- 2025 – The Willoughby Tucker Forever Tour

### Come artista d'apertura
- 2022 – Dance Fever Tour dei Florence and the Machine
- 2023 – Spiraling Tour di Caroline Polachek
- 2023 – The Tour dei Boygenius
- 2024 – The Land Is Inhospitable And So Are We Tour di Mitski

## Premi e riconoscimenti
- GLAAD Media Award
  - 2023 – Candidatura come Outstanding Breakthrough Music Artist[48]